# Вулвіч-Док'ярд (станція)
51°29′29″ пн. ш. 0°03′13″ сх. д. / 51.4913° пн. ш. 0.0536° сх. д.
Вулвіч-Док'ярд (англ. Woolwich Dockyard) — станція National Rail (оператор Southeastern) у Вулвічі, боро Гринвіч, Велика Британія. 
3-я тарифна зона, за 14 км від Чарінг-кросс.
Пасажирообіг на 2019: 0.532 млн. осіб
Станцію відкрито 30 липня 1849.
Конструкція: наземна відкрита станція з двома прямими береговими платформами.

## Пересадки
- автобуси: 161, 177, 180, 380, 472 та нічний маршрут N1.

## Послуги
| Попередня станція | Лінія | Лінія                        | Лінія | Наступна станція |
| ----------------- | ----- | ---------------------------- | ----- | ---------------- |
| Чарльтон          |       | Southeastern North Kent Line |       | Вулвіч-Арсенал   |